# مارك أبيل
مارك أبيل (بالإنجليزية: Mark Abel)‏ هو ملحن وصحفي أمريكي، ولد في 28 أبريل 1948 في هارتفورد في الولايات المتحدة.

## وصلات خارجية
- الموقع الرسمي
- مارك أبيل على موقع ميوزك برينز (الإنجليزية)
- مارك أبيل على موقع ديسكوغز (الإنجليزية)